# Джео-Карис, Аделайн
Адела́йн Джей Дже́о-Ка́рис (англ. Adeline Jay Geo-Karis, имя при рождении Антиго́ни Геока́рис (англ. Antigone Geokaris); 29 марта 1918, Тегея, Пелопоннес, Греция — 10 февраля 2008, Гленвью, Иллинойс, США) — американский политик-республиканец, член Сената Иллинойса от 31-го избирательного округа (1979—2007), а ранее член Палаты представителей Иллинойса (1973—1979). Одна из первых женщин в политике: первая женщина-мэр города Зайон (1987—1991), первая женщина на посту декана Сената Иллинойса, а также, являясь помощником лидера сенатского большинства (1993—2003), стала первой женщиной в истории Иллинойса, служившей в руководстве Сената штата. Знакомая своим избирателям просто как «Джео», в течение многих лет была известным в округе Лейк политиком. Являлась Великим Президентом и членом организации «Дочери Пенелопы», принадлежащей Американо-греческому прогрессивному просветительскому союзу (AHEPA). Морской офицер США, ветеран Второй мировой войны.

## Биография
Родилась 29 марта 1918 года в Греции в семье Иоанниса и Феофаны Геокарисов. Имела сестру Тулу Колис и братьев Александра Кариса и Николаса Геокариса.
В 1922 году семья Аделайн иммигрировала в США.
При поступлении в начальную школу в Вест-Сайде (Чикаго) девочке сменили имя с Антигони на Аделайн с тем, чтобы ей легче было адаптироваться.
С детства мечтала стать адвокатом, о чём постоянно напоминала своему отцу, однако последний настаивал на том, что эту профессию выбирают мальчики, а не девочки. Всё же, по окончании средней школы (1936) и неполного колледжа (1938), в итоге Аделайн поступила согласно своему желанию.
Окончила Северо-Западный университет со степенью бакалавра права и Юридический колледж Университета Де Поля (1942) в области права. Была единственной девушкой в своём выпуске.
В 1942 году стала членом адвокатской палаты штата Иллинойс.
В 1940-х годах служила в Резерве Военно-морских сил США, достигнув звания лейтенант-коммандера.
После четырёх лет военной службы переехала в город Зайон. С тех пор изменила свою фамилию с «Джеокарис» на «Джео-Карис», разделив её дефисом для выразительности. Открыла юридическую фирму. Была первой в округе Лейк женщиной, занимавшейся юридической практикой.
В 1949 году заняла пост мирового судьи.
В 1958 году стала первой женщиной на посту помощника государственного прокурора округа Лейк.
В 1962 году баллотировалась в Конгресс США, однако безуспешно.
В 1973—1979 годах — член Палаты представителей Иллинойса.
В 1979—2007 годах — член Сената Иллинойса от 31-го избирательного округа.
В 1987—1991 годах — мэр Зайона.
Оказывала активную поддержку греческой православной церкви Святого Димитрия в Уокигане, членом которой была на протяжении более пятидесяти лет, в том числе занимала должность президента приходского совета попечителей и хормейстера.
Умерла 10 февраля 2008 года в одной из больниц Гленвью в возрасте 89 лет.
Один из парков штата Иллинойс носит имя Аделайн Джео-Карис (Adeline Jay Geo-Karis Illinois Beach State Park).

## Личная жизнь
По окончании военной службы вышла замуж за Луиса Ламброса, с которым развелась шесть лет спустя. У пары не было детей.